# Дорогослав (герб)
Дорогослав (пол.Drogosław) — шляхетський герб сілезького походження.

## Опис герба
У червоному полі срібне півкільце баром вгору, на ньому срібна стріла в стовп вістрям догори. Клейнод: 5 страусиних пір'їн.

## Історія
Герб потрапив у Польщу із Сілезії. Це сталося в 1333 році, під час правління короля Казимира Великого.
Згідно з легендою, коли ворог оточив кільцем загін армії, предок роду, завдяки своїй хоробрості та своєму мечу зумів прорвати кільце оточення. Дорогослав був першим, хто отримав цей герб, тому від його імені герб і дістав назву.

## Гербовий рід
Гербовий рід складає близько 70 родин: Bakowiński, Bartkiewicz, Bartoszewski, Buchowiecki, Bukojecki, Bukowiecki, Bukowiński, Chełstowski, Chodaszewicz, Chomaczski, Chomanczski, Chomandzki, Chomantski, Chomecki, Chomęcki, Chorstopski, Cudnikowski, Czapalski, Czapliński, Czepeliński, Czudnikowski, Dąbrowski, Dobrowolski, Gorzycki, Herstopski, Hersztopski, Hulidowski, Koszela, Kozłowski, Kuszel, Kuszell, Laskowski, Lewkowicz, Łunkiewicz, Ostrejko, Otruszkiewicz, Otruszkowicz, Palecki, Pierscień, Przylepski, Rdułtowski, Romankiewicz, Rudułtowski, Skórzewski, Strzemski, Szłopanowski, Śrzemski, Tołwiński, Troska, Truskowicz, Truszko, Truszkowski, Twardzicki, Wiczkowski, Zołoński та інші..